# Сумісність (інформатика)
Сумісність - здатність апаратних (англ. Hardware) або програмних (англ. Software) компонентів працювати із заданою комп'ютерною системою, або здатність двох приладів працювати при з'єднанні один з одним.
Сумісність апаратного забезпечення (англ. Hardware compatibility) - апаратна сумісність обчислювальних систем. Передбачає або можливість сполучення (наприклад, електричними з'єднувачами), або взаємозамінність конструктивних вузлів, блоків, плат і т.д.
Окрім конструктивної сумісності апаратна сумісність включає:
- Електричну сумісність - здатність компонент при належному електричному з'єднанні правильно сприймати рівні сигналів один одного, тобто сумісність по напрузі, максимальному струму навантаження і т. д.
- Інформаційну сумісність - здатність компонент обмінюватися сигналами в потрібній для їхньої спільної роботи послідовності і з потрібною швидкістю. При відсутності такої сумісності немає сенсу говорити про перші два.

Сумісність програмного забезпечення (англ. Software compatibility) —  характеристика програмного забезпечення, що відповідає за можливість чи неможливість певного програмного забезпечення запускатися і працювати під управлінням конкретної операційної системи та успішно взаємодіяти з іншим програмним забезпеченням.
- на рівні виконуваних файлів,
- на рівні вихідних кодів або
- на рівні форматів файлів даних.

Також існує поняття мережевої сумісності (здатність двох програм обмінюватися даними по мережі). 
Існує також застарілий термін сумісний комп'ютер (з моделлю або рядом моделей певного виробника, найчастіше IBM). Під цим малася на увазі здатність працювати з програмами і апаратурою, призначеними для комп'ютерів цього виробника, тобто приналежність заданій платформі.